# Jazda ekonomiczna

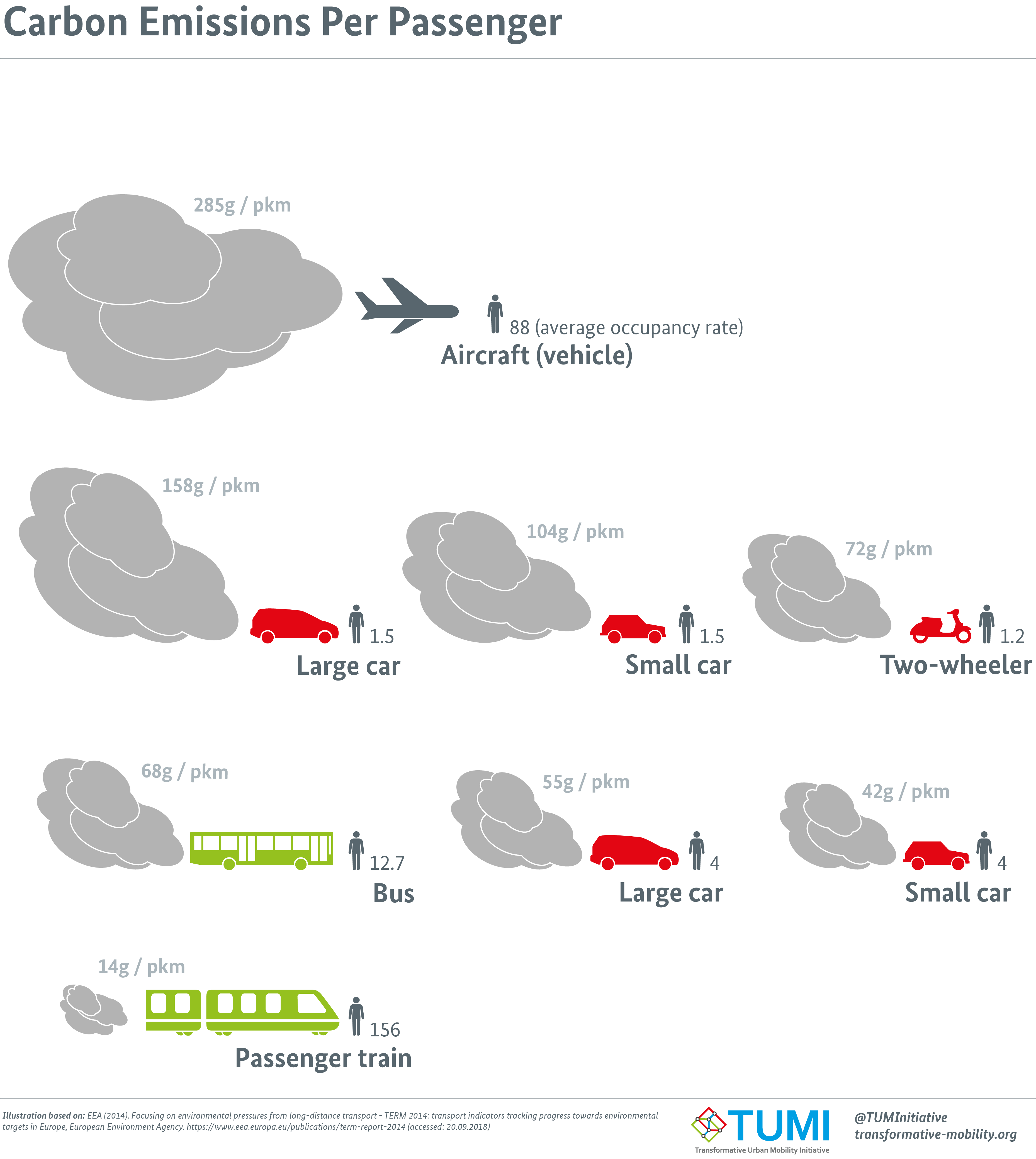
Infografika, pokazująca emisję dwutlenku węgla na pasażera w zależności od wybranego środka transportu.

Jazda ekonomiczna (ang. ecodriving) – styl jazdy kierującego pojazdem zmierzający do zmniejszenia zużycia paliwa i maksymalizacji efektywności paliwowej.
Do działań wpływających na zmniejszenie zużycia paliwa w trakcie jazdy zalicza się m.in.:
- utrzymanie efektywnej prędkości,
- wybór biegów utrzymujących optymalną wartość obrotów silnika,
- stopniowe przyspieszanie,
- hamowanie silnikiem,
- wykorzystanie pędu pojazdu do pokonania dystansu bez konieczności użycia mocy silnika.

Niektórzy kierowcy podejmują się również tzw. „jazdy na ogonie”, która opiera się na założeniu, że pojazd poprzedzający przejmuje większość oporu powietrza w trakcie swojej drogi, umożliwiając pojazdowi jadącemu za nim zmniejszone zużycie paliwa. Jest to jednak zachowanie niebezpieczne i niezgodne z polskim prawem o ruchu drogowym.
Istnieją dedykowane kursy ecodrivingu, uczące kierowców ekonomicznego poruszania się pojazdami. W ich skład najczęściej wchodzą zajęcia teoretyczne i praktyczne, skupione wokół uświadamiania korzyści ecodrivingu i tworzeniu odpowiednich nawyków.
Firmy oferujące usługi telematyczne udostępniają też moduły GPS wyposażone w aparaturę wykrywającą gwałtowne przyspieszenia, hamowania, skręty kierowcy, a także wysokość utrzymywanej przez niego prędkości i wysokości obrotów silnika. Takie urządzenie generuje następnie raporty informujące o stylu jazdy kierowcy.